# 財前貴男
財前 貴男（ざいぜん たかお、1986年12月2日 - ）は、福岡県遠賀郡遠賀町出身の元プロ野球選手（内野手）。右投左打。プロでは育成選手であった。

## 経歴

### プロ入り前
西日本短大附高時代、第86回全国高等学校野球選手権大会に出場。
高校卒業後、駒澤大学に進学するも、2年時の夏に腰椎ヘルニアを患い、3年時の秋に野球部を退部した。しかし、治療の傍らトレーニングを続け、4年時の秋に受けた読売ジャイアンツの入団テストでは最終選考まで残った。
大学卒業後は、高校時代の同期から誘われエイデン愛工大OB BLITZに入団。
2010年10月28日、プロ野球プロ野球ドラフト会議にて読売ジャイアンツから育成5位指名を受ける。俊足を活かした高い運動能力とミート力を買われている。

### プロ入り後
2012年4月3日のプロ・アマ交流戦で首の付け根に死球を受け、第6頸椎棘突起を亀裂骨折し復帰まで2ヶ月かかってしまう。結局、プロ2年間で二軍での出場も無く、同年10月3日に戦力外通告を受け、現役引退。

### 引退後
2012年12月より、茨城県つくば市の筑波病院で介護のデイサービス部でヘルパーの見習いを始めた。将来は、プロ球団のトレーナーになり、日本代表のトレーナーを目指している。

## 詳細情報

### 年度別打撃成績
- 一軍公式戦出場なし

### 背番号
- 003 （2011年 - 2012年）